# 부군당
부군당(府君堂)은 민간신앙의 대상물인 신을 모셔 놓은 신당이다. 서울을 중심으로 한 경기지역에서만 불리던 당의 명칭이다. 부군당은 조선전기부터 한양의 각 관아에 별도의 부속시설을 설치하여 관아의 수호신을 모신 사당으로 부군당(附君堂) 또는 부근당(付根堂)이라고도 하였다. 대부분의 부군당이 서울지역에 집중되어 있으며 서울에서는 한강변에 집중적으로 분포되어 있다. 일반적으로 부군당이 관청에서 신을 모시던 것과는 달리 삼전도에 있던 부군당은 송씨 부인의 영혼을 달래기 위하여 마을 사람들이 세운 당이다.

## 송파 부군당비
조선 인조 2년 남한산성 축성공사를 총융사 이서를 총책임자로 하여 서북성은 벽암대사와 승병들이 동남성은 이회가 분담하였다. 벽암은 기일 내에 공사를 완공하고 지급받은 경비도 남겨 관에 반납하였다. 이에 비해 이회는 사재를 털어가며 밤낮으로 노력했음에도 험악한 지세와 경비부족으로 애를 먹다가, 공사 경비를 주색에 탕진하였다는 누명을 쓰게 되었다. 이회는 구차한 변명대신 “내 죄가 없다면 매 한 마리가 날아올 것”이라는 유언을 남기고 참형을 당하였다.
순간 매 한 마리가 시체 위를 맴돌다가 큰 바위 위에 앉아 발톱 자국을 남기고 홀연 자취를 감추었다. 이에 비로소 축성 공사의 자취를 자세히 살펴보니, 벽암이 쌓은 곳은 허술하였으나 이회가 쌓은 곳은 매우 치밀 견고한 것이어서 무고였음을 알게 되어, 청량당을 세워 그의 영혼을 위로하였다.
한편 이회의 부인 송씨는 경비부족으로 어려움을 겪고 있는 남편을 위해 삼남지방을 돌아다니며 축성자금을 마련하여 돌아오다가 삼전도에 이르러 그의 억울한 죽음을 알게되었다. 이에 가져온 쌀을 모두 강물에 던져버리고 자신도 한강에 몸을 던져 남편의 뒤를 따랐다. 이로부터 사람들은 이곳을 쌀섬여울이라고 불렀다.
이후로 안개 낀 날이나 저물 무렵에 배를 타고 지나노라면 여인의 곡성과 환영에 이끌려 무동도(일명 뭉뎅이바위)에 부딪혀 죽는 일이 빈번하였다. 마을 사람들이 동쪽 강언덕에 부군당을 짓고 제사를 지내자 비로소 변고가 사라졌고, 이 소식을 들은 관에서도사당을 세워 그 충의를 기리고 영을 위로하였다.
인조(仁祖)때 남한산성(南漢山城) 축성 당시 서남쪽 성벽을 맡아 공사하던 이회(李晦)는 다른 구간보다 튼튼히 잘하여 타의 질투와 모함으로 무고하게 처형을 당하였다. 이회(李晦)의 부인 송씨(宋氏)는 남편의 축성작업을 도우려고 쌀을 비축하였으나 남편이 처형당한 것을 알고 한강(漢江)에 빠져 자결하였다. 이에 인근 주민들이 이 자리에 부군당(府君堂)을 지어 송씨(宋氏)의 넋을 달래왔다고 한다. 현재 부군당은 없어지고 유래만 전해지고 있다.
남한산성의 서쪽 장대인 이곳 뜰에는 큰 바위가 하나 자리한다. 매바위, 장군바위로도 불리는데, 수어서대라는 암각이 뚜렷한 이 바위에는 누명을 쓰고 죽은 이회장군의 일화가 전한다. 그는 억울하게 죽으면서, 내가 무고하다면, 매가 나타날 것이라 유언했고, 처형되자마자, 바위에서 매가 날아올라 그의 결백을 증명했다 한다. 지금까지 한 번도 적에게 함락당한 적 없다는 남한산성! 수많은 사람들이 피와 땀으로 쌓아올린 철옹성이다. 매바위에서 멀지않은 곳에 이회장군의 혼을 모신 청량당이 있다. 이회 장군은, 횡수대감, 신장군이라고도 불리는데,가장 억울하게 죽었다는 이유로, 남한산성의 수많은 신들 가운데 가장 영험한 신으로 모셔진다. 이회는 남한산성에서 가장 험한, 동쪽 성곽의 축성책임자였다. 견고하게 짓느라 공사기일을 넘기고,자금도 많이 쓰게 되었는데, 그를 시기하던 무리가 축성자금을 빼돌렸다고 모함을 한 것이었다. 이회의 옆에는 그의 처와 첩의 초상화도 봉안되어 있다.
남편을 도와, 삼남지방에서 축성자금을 마련해 돌아오던 부인과 첩은 이회가 죽었다는 사실을 듣고, 강물에 몸을 던졌다. 청량당은 그들의 넋도 함께 위로하고 있다. 그리고, 또 한사람. 이회와 함께 남한산성의 또 다른 축성책임자였던 벽암 각성대사도 이곳에 모셔져 있다.
삼전도나루 부근에 세워진 부군당(府君堂)의 위치에 대해서는 두 가지 설이 있다. 부군당은 잠실토지개발로 철거되었으며, 위치는 잠실본동현대아파트 앞에 있는 진달래어린이공원(잠실동 338번지. 옛 지명 광주군 중대면 삼전리)이라고 한다. 또 하나는 부군당이 6·25사변 후에 부역행위를 했던 사람이 숨어 살고 있었으나 발각되어 끌려간 후로 마을 사람들이 헐어버렸다고 한다. 그 위치는 없어진 송파등기소부근(잠실본동 위치)으로 짐작된다. 현재 잠실근린공원에는 부군당을 기념하기 위하여 기념비가 세워져 있다.

## 서울 부군당 관련 문화재
- 밤섬부군당도당굿 : 서울 마포구 (서울특별시 무형문화재 제35호)
- 서빙고동부군당 : 서울 용산구 (서울특별시 민속문화재 제2호)
- 전농동 부군당 무신도 : 서울 동대문구 (서울특별시 민속문화재 제35호)
- 당인동 부군당 무신도 : 서울 마포구 (서울특별시 민속문화재 제36호)
- 응봉동 부군당 : 서울 성동구

## 같이 보기
- 청량당
- 남한산성